# Chris Dyer
Chris Dyer (Bendigo, 12 febbraio 1968) è un ingegnere australiano, ex capo delle prestazioni delle vetture dell'Alpine.
È stato anche l'ex responsabile degli ingegneri di pista della Ferrari.

## Carriera
Dopo aver lavorato in Australia nell'ambito delle competizioni della categoria turismo, nel 1997 Dyer è passato in Formula 1 alla Arrows, dapprima nel ruolo di ingegnere addetto all'analisi dei dati e in seguito in quello di ingegnere di pista.
Trasferitosi alla Ferrari nel 2001, Dyer ha seguito Michael Schumacher come ingegnere prima di vettura e poi di pista; successivamente è stato l'ingegnere di pista di Kimi Räikkönen e fino al gennaio 2011 ha ricoperto l'incarico di capo ingegnere di pista.. In particolare, è finito nell'immaginario collettivo il suo team radio indirizzato a Raikkönen al termine del Gran Premio del Brasile 2007, in occasione del quale - annunciando al pilota di essere appena diventato campione del mondo, ha esclamato l'ormai iconica frase "Ok Kimi, by my calculations we win the Championship by one point".
ll 4 gennaio 2011 la Ferrari annunciò la sostituzione di Dyer con Pat Fry. La decisione fu presa a causa della gestione del Gran Premio 2010 di Abu Dhabi, in cui Dyer richiamò ai box Fernando Alonso per contrastare il rientro anticipato di Mark Webber. Quella decisione costò ad Alonso il titolo di Campione del Mondo Piloti che andò a Sebastian Vettel.
Nel 2012 è stato ingaggiato dalla BMW come capo ingegnere nel DTM.